# Соэм Эмесский
Гай Юлий Соэм (др.-греч. Σόαιμος (Σόεμος); лат. Gaius Julius Sohaemus; ум. после 72) — царь Эмесы и Софены (54 — после 72).
Сын Сампсикерама II и Иотапы (III), дочери Митридата III Коммагенского. Последний известный царь Эмесы, в которой в 54 году наследовал своему брату Азизу. В том же году, ввиду начала парфянской войны, был назначен также царем Софены. На основании надписи из Баальбека, где Соэм именуется «Великим царем», «Филокесарем» и «Филоромеем», предполагается, что он был патроном этого города. Его супругой была Друзилла Мавретанская Младшая, дочь мавретанского царя Птолемея и его жены Юлии Урании.
Активно участвовал в Иудейской войне, был награждён консульскими отличиями. В 66 году присоединился к походу Цестия Галла, приведя 4 тыс. воинов, из которых треть всадников. В 67 году привел на помощь Веспасиану в Птолемаиду 2 тыс. стрелков и тысячу всадников. В 69 году Соэм, располагавший, по словам Тацита, немалыми силами, поддержал выступление Веспасиана против Вителлия и принял участие в совещании в Берите. В 72 году участвовал в военной операции римлян, аннексировавших Коммагену.
Далее о нём нет сведений. Дата и обстоятельства аннексии римлянами Эмесы неизвестны. Считается, что во времена Домициана она уже была в составе империи. Предполагают, что это могло произойти уже к 78/79 году.